# PSD Bank Berlin-Brandenburg
Die PSD Bank Berlin-Brandenburg eG ist eine deutsche genossenschaftliche Regionalbank für Privat- und Firmenkunden mit Sitz im Berliner Ortsteil Friedenau. Die Bilanzsumme betrug im Jahr 2023 knapp 2.356 Millionen Euro. Im Jahr 2025 ist eine Fusion mit der BBBank eG in Karlsruhe geplant.

## Geschichte

### Gründung des Post-Spar- und Vorschussvereins
Im Jahr 1872 gründete Generalpostmeister Heinrich von Stephan den ersten Post-Spar- und Vorschussverein in Berlin mit 427 Mitgliedern als Bank für das Postpersonal. 1897 gab es bereits 40 Vereine im Reichspostgebiet, von denen der Berliner Verein mit 78 % des Berliner Postpersonals der mitgliederstärkste war.
Auf Anordnung der Alliierten Kommandantur von Berlin mussten 1945 alle Bankgeschäfte eingestellt werden. Die Neugründung fand 1950 gemeinsam mit der Staatsdruckerei Berlin als Spar- und Darlehnsverein der Berliner Postangehörigen statt. Zeitgleich trat der Verein dem Prüfverband der genossenschaftlichen Bankengruppe der Volks- und Raiffeisenbanken bei und zählte 10.169 Mitglieder.
Im Rahmen der deutschen Wiedervereinigung nahm der Verein Mitarbeiter der Deutschen Post aus Ost-Berlin und aus Brandenburg auf.

### Entstehung der PSD Bank Berlin-Brandenburg
Im Jahr 1992 wurde der Name in Post-Spar- und Darlehensverein Berlin-Brandenburg (PSD Berlin-Brandenburg) geändert, Geschäftsbereich sind die Bundesländer Berlin und Brandenburg. Sieben Jahre später erfolgte die Umwandlung in eine eingetragene Genossenschaft. Der Name lautet seitdem PSD Bank Berlin-Brandenburg eG.

### Ausbau des Geschäftsangebots
Nach ihrer Umwandlung in die PSD Bank Berlin-Brandenburg weitete die Bank ihre Geschäftstätigkeiten stetig aus. Seit 2004 können Privatkunden aller Berufsgruppen bei der PSD Bank Kunde werden.
2013 wurde das Geschäftsmodell um das Individualgeschäft im Bereich der Immobilienfinanzierung erweitert. Hierzu gehören Baugruppen, Baugenossenschaften sowie juristische Personen und Unternehmen. 2015 erwarb die Bank das denkmalgeschützte Postgebäude (ehemaliges Postamt 410) am Renée-Sintenis-Platz im Berliner Ortsteil Friedenau, in dem sich Sitz und Kundencenter befinden, und begann damit den Aufbau eines eigenen Immobilienportfolios. Seit 2019 wird darüber hinaus der Auf- und Ausbau von Angeboten für Firmenkunden forciert.
Seit 2019 bietet die PSD Bank Berlin-Brandenburg auch Unternehmenskredite an. Diese vergibt sie in Kooperation mit der Kreditplattform Compeon. Innerhalb der PSD Bankengruppe war die PSD Bank Berlin-Brandenburg die erste, die das Geschäft auf Firmenkunden ausweitete. Das Firmenkundengeschäft wurde in den folgenden Jahren weiter ausgebaut. 2021 unterzeichnete die PSD Bank Berlin-Brandenburg mit der Havelwellen GmbH einen Darlehensvertrag über einen zweistelligen Millionenbetrag zur Finanzierung der weltgrößten Indoor-Surfanlage.

### Gründung von Impleco und Nawida
In den Jahren 2020 und 2021 erfolgte seitens der PSD Bank Berlin-Brandenburg die Gründung von zwei Tochtergesellschaften. Die Impleco GmbH wurde 2020 in Kooperation mit den PSD Banken Rhein-Ruhr und Westfalen-Lippe gegründet und trug zur Erweiterung des Digitalgeschäfts der Bank bei. Im Jahr 2021 erfolgte die Akquisition von 50 Prozent der Anteile der Impleco durch die Bausparkasse Schwäbisch Hall. Sie betreibt die Plattform Wohnglück.de sowie das Immobilieninformationsportal PIA (Persönliche Immobilien-Assistentin). Kurz darauf gründete die PSD Bank Berlin-Brandenburg die Nawida GmbH, die KI-basierte Marktanalysen in Echtzeit anbietet und einen digitalen B2B-Marktplatz aufbaut.

### Fusionsvorhaben der PSD Bank Berlin-Brandenburg mit der BBBank
Nach dem erfolgreichen Abschluss der Sondierungsgespräche wurde Ende 2024 die Fusion mit der BBBank eG verkündet. Die Bank nimmt somit eine Ausstiegsentscheidung aus dem Zusammenschluss des PSD-Verbundes vor und firmiert nach Abschluss des Fusionsprozesses als BBBank eG. Der technische Zusammenschluss soll im Herbst 2025 erfolgen und rückwirkend auf den 1. Januar 2025 datiert werden.

## Struktur
Die PSD Bank Berlin-Brandenburg eG gehört der PSD Bankengruppe an. Als eine der zwölf selbstständigen PSD Banken ist sie Mitglied im Bundesverband der Deutschen Volksbanken und Raiffeisenbanken (BVR).
Ihr Geschäftsgebiet umfasst die Bundeshauptstadt Berlin und das Bundesland Brandenburg. Es werden neben dem Hauptsitz in Berlin keine weiteren Filialen betrieben.
Die PSD Bank Berlin-Brandenburg verfügt jedoch über zwei Tochtergesellschaften: Die Nawida GmbH, ein in Berlin ansässiges Unternehmen für KI-basierte Marktanalysen und Betreiber des gleichnamigen B2B-Marktplatzes und die Impleco GmbH. Letztere wird zusammen mit der PSD Bank Rhein-Ruhr und der VR Bank Westfalen-Lippe sowie seit 2021 mit der Bausparkasse Schwäbisch Hall betrieben und bietet digitale Dienstleistungen im Wohn- und Baubereich an.

### Genossenschaft
Die PSD Bank Berlin-Brandenburg ist im Genossenschaftsregister beim Amtsgericht Berlin-Charlottenburg unter GnR 560 B eingetragen. Rechtsgrundlagen sind das Genossenschaftsgesetz und die durch die Generalversammlung beschlossene Satzung. Organe der Bank sind der Vorstand, der Aufsichtsrat und die Generalversammlung. Der Vorstand leitet die Geschäfte der PSD Bank Berlin-Brandenburg und besteht aus Grit Westermann und Daniel Mohaupt. Zu den Partnern der Genossenschaft gehören unter anderem Schwäbisch Hall, R+V Versicherung, Union Investment und der Gewinnsparverein der Volksbanken und Raiffeisenbanken Norddeutschland.
Neben der gesetzlichen Einlagensicherung ist die PSD Bank Berlin-Brandenburg der Sicherungseinrichtung des Bundesverbands der Deutschen Volksbanken und Raiffeisenbanken e. V. (BVR) angeschlossen. Über diese Systeme werden die Einlagen der Kunden im Falle einer Insolvenz geschützt.

## Geschäftsausrichtung

### Bankgeschäft
Die PSD Bank Berlin-Brandenburg ist eine genossenschaftliche Wertebank für Privat- und Firmenkunden in Berlin und Brandenburg. Sie bietet diverse Finanzdienstleistungen und -produkte an, darunter Girokonten, Sparprodukte, Kredite und Internetbanking, sowie Beratung bei Baufinanzierung, Vermögensanlage und Versicherung.
Im Verbundgeschäft arbeitet sie mit der DZ Bank, R+V Versicherung, Bausparkasse Schwäbisch Hall und der Union Investment zusammen.

### Immobilien
Neben dem Privat- und Firmenkundengeschäft ist die PSD Bank Berlin-Brandenburg eG seit 2015 im Immobiliengeschäft tätig. Die Bank baut dabei eigene Immobilien und vermietet diese. Stand 2024 unterhält die PSD Bank Berlin-Brandenburg über 500 Wohn- und 70 Gewerbeeinheiten.

## Auszeichnungen
Die PSD Bank Berlin-Brandenburg wurde 2024 zur beliebtesten Regionalbank gewählt, unter anderem aufgrund ihrer Konditionen in den Bereichen Kreditzinsen, Baugeld oder Ratenkredite. Sie verfügt zudem laut der Börsen-Zeitung und Online-Bewertungsportalen über hohe Vertrauenswerte bei ihren Kunden.
Das Premium-Firmenkonto der PSD Bank Berlin-Brandenburg wurde vom Magazin Wirtschaftswoche zuletzt 2024 mit „Sehr gut“ ausgezeichnet. Bei ihren Hypothekendarlehen gehört die PSD Bank Berlin-Brandenburg laut dem Tagesspiegel zudem regelmäßig zu den günstigsten Anbietern in ihrer Region.
Die Finanzierungs-Zinsbindung auf zehn und zwanzig Jahre erhielt 2022 ebenfalls ein „Sehr gut“.

## Soziales Engagement
Seit 2013 veranstaltet die PSD Bank Berlin-Brandenburg jährlich die sogenannte PSD-Herzfahrt. Hierbei handelt es sich um eine Spendenaktion, bei welcher Menschen mit dem Fahrrad fahren und die PSD Bank für jeden zurückgelegten Kilometer Geld spendet. Die Spenden gehen dabei an Vereine und Institutionen, die herzkranke Kinder unterstützen. Auch der Verein Kinderschutzengel, welcher sich für Kinder mit schweren Erkrankungen und Behinderungen einsetzt, sowie der Verein Die Arche werden unterstützt.
Seit 2015 vergibt die PSD Bank Berlin-Brandenburg jährlich den Zukunftspreis für gemeinnützige Vereine und soziale Initiativen, der mit einem Preisgeld von 100.000 Euro dotiert ist. Weiterhin engagiert sich die Bank unter anderem in der Flüchtlingshilfe durch die mietfreie Bereitstellung von Räumlichkeiten und unterstützt Initiativen wie das Kulturticket der Berliner Verkehrsbetriebe.